# Förstakammarvalet i Sverige 1964
Förstakammarvalet i Sverige 1964 var ett val i Sverige till Sveriges riksdags första kammare. Valet hölls i den fjärde valkretsgruppen i september månad 1964.
Två valkretsar utgjorde den fjärde valkretsgruppen: Östergötlands län med Norrköpings stads valkrets och Västernorrlands läns och Jämtlands läns valkrets. Ledamöterna utsågs av valmän från de landsting som valkretsarna motsvarade. För de städer som inte ingick i landsting var valmännen stadsfullmäktige. Ordinarie val till den fjärde valkretsgruppen hade senast ägt rum 1956.
De valda ledamöterna valdes på ett åttaårigt mandat, till och med 31 december 1972. I praktiken utlöpte samtliga mandat i första kammaren den 31 december 1970, då enkammarriksdagen infördes från och med den 1 januari 1971. Val till den nya enkammarriksdagen hölls i september 1970.

## Valmän
| Landsting/ stadsfullmäktige | H    | C    | F    | S    | SKP | Totalt |
| --------------------------- | ---- | ---- | ---- | ---- | --- | ------ |
| Landsting/ stadsfullmäktige |      |      |      |      |     | Totalt |
| Östergötland                | 13   | 11   | 12   | 49   | 0   | 85     |
| Norrköping                  | 13   | 11   | 12   | 49   | 0   | 85     |
| Västernorrland              | 4    | 11   | 9    | 44   | 2   | 70     |
| Jämtland                    | 5    | 7    | 4    | 19   | 0   | 35     |
| Totalt                      | 22   | 29   | 25   | 112  | 2   | 190    |
| %                           | 11,5 | 15,3 | 13,2 | 58,9 | 1,1 | 100,0  |

## Mandatfördelning
Den nya mandatfördelningen som gällde vid riksdagen 1965 innebar att Socialdemokraterna behöll egen majoritet. 
| Parti  | Parti                        | FK 1964 | 4:e valkretsgruppen | 4:e valkretsgruppen | 4:e valkretsgruppen | FK 1965 |
| Parti  | Parti                        | FK 1964 | Innan               | Efter               | Ändring             | FK 1965 |
| ------ | ---------------------------- | ------- | ------------------- | ------------------- | ------------------- | ------- |
|        | Socialdemokraterna           | 78      | 10                  | 9                   | ▬                   | 78      |
|        | Folkpartiet                  | 27      | 3                   | 2                   | ▼1                  | 26      |
|        | Högerpartiet                 | 26      | 1                   | 1                   | ▬                   | 26      |
|        | Centerpartiet                | 18      | 2                   | 3                   | ▲1                  | 19      |
|        | Sveriges kommunistiska parti | 2       | 0                   | 0                   | ▬                   | 2       |
| Totalt | Totalt                       | 151     | 16                  | 15                  | ▼1                  | 151     |

## Invalda riksdagsledamöter
Östergötlands län med Norrköpings stads valkrets:
- Carl Eskilsson, h
- Ivar Johansson, c
- Eric Peterson, fp
- Gillis Augustsson, s
- Bengt Elmgren, s
- Lars Larsson, s
- Erik Wärnberg, s

Västernorrlands läns och Jämtlands läns valkrets:
- Sven Sundin, c
- Axel Wikberg, c
- Axel Andersson, fp
- Anselm Gillström, s
- Hjalmar Nilsson, s
- Emil Näsström, s
- Erik Olsson, s
- Otto Stadling, s